# Rue Dalloz
La rue Dalloz est une voie du 13e arrondissement de Paris, en France.

## Situation et accès
La rue Dalloz est une voie publique située dans le 13e arrondissement de Paris. Elle débute au 8, rue Dupuy-de-Lôme et se termine au 71, boulevard Masséna.

## Origine du nom
Elle porte le nom de Désiré Dalloz (1795-1869), jurisconsulte et homme politique français, auteur du répertoire de jurisprudence générale qui conserve son nom.

## Historique
Cette rue est ouverte et prend sa dénomination actuelle en 1932 sur l'emplacement du bastion no 90 de l'enceinte de Thiers.